# Giuseppe Praga
Giuseppe Praga (Sutomišćica (Ugljan), 19. ožujka 1893. – Venecija, 19. veljače 1958.) bio je talijanski povjesničar i arhivist iz Dalmacije, autor Povijesti Dalmacije s italocentričnih pozicija.

## Životopis

### Počeci
Giuseppe Praga rođen je u Sutomišćici na Ugljanu u obitelji Talijana doseljenih u austro-ugarskoj službi. Otac mu je bio Cristoforo Praga a mati Maria r. Nani.

### Obrazovanje
Maturirao je 1911. u zadarskoj gimnaziji na talijanskom jeziku San Grisogono (Sv. Krševan). Studirao je i doktorirao klasičnu filologiju na Sveučilištu u Beču, gdje su mu predavali Wilhelm Meyer-Lübke (lingvistika i romanistika), Milan Rešetar (slavistika), Carlo Battisti (talijanistika) te Paul Kretschmer (bizantinistika) i neogrecistika). Tu je ovladao staroslavenskim jezikom i glagoljicom, šro mu je pomoglo u arhivističkom radu i povijesnim proučavanjima.

### Stručni, znanstveni i politički rad
Preselio se 1919. na Rab, tada pod talijanskom vojnom upravom. Na Rabu je otkrio povjesničarski poziv. Kroz tridesetak godina je prikupljao, analizirao i prepisao oko tisuću isprava, sastavivši tako Codex diplomaticus arbensis, sada u Nacionalnoj knjižnici sv. Marka (Biblioteca Nazionale Marciana) u Veneciji. Od 1921. predavao je u Idriji, tada u sastavu Italije, a zatim se vratio u Zadar, također u sastavu Italije, gdje je predavao talijanski i povijest na srednjoj tehničkoj školi Francesco Rismondo.
Bio je 1926. među utemeljiteljima zadarskoga talijanskoga Dalmatinskog društva za domovinsku povijest (Società Dalmata di Storia Patria), ukinutoga 1944. i obnovljenoga 1961. u Rimu.  Iste je godine postao predsjednikom Nacionalnog saveza (Lega Nazionale), iredentističke kulturalne organizacije, koju je fašizam uskoro zabranio i raspustio. 
Stekao je 1930. status profesora latinske i diplomatske paleografije na Sveučilištu Sapienzi u Rimu, a 1932. i iz srednjovjekovne i novovjekovne povjesnice. zatražio je oslobođenje od predavanja da bi se mogao posvetiti istraživanju. Od 1932. bio je ravnatelj zadarske Općinske biblioteke  Pier Alessandro Paravia i suradnik Bibliografske nadintendature u Veneciji. Od 1936. bio je nadintendant Državnog arhiva u Zadru.
Tridesetih godina bio je federalni vicesekretar Nacionalne fašističke stranke (PNF) u Zadru.
Nakon savezničkog bombardiranja Zadra 1944. izbjegao je u Veneciju, odnijevši sa sobom najdragocjenije knjige i dokumente iz Općinske biblioteke. Do smrti je radio kao knjižničar u Marciani, kojoj je ostavio svoj arhiv.
Objavio je stotinjak znanstvenih članaka i više knjiga. Glavno područje njegova interesa bila je povijest Dalmacije, kojoj je pristupao s italocentričkih pozicija, zastupajući tezu da o kontinuitetu romanstva Dalmacije od rimskih vremena do 20. vijeka, a time i o talijanstvu Dalmacije. U potkrepu svojih teza Praga je citirao mnoge dokumente, prešućujući one o slavenstvu Dalmacije, ili ih mjestimično osporavajući. S njegovim tezama su polemizirali hrvatski povjesničari, osobito Grga Novak, pa Ivan Kampuš, a u posljednja doba Rade Petrović, koji ocjenjuje da Praga „nije bio kadar prevladati svoj iredentizam".

## Djela (izbor)
- Guida di Zara (Vodič po Zadru, 1925.)
- Testi volgari spalatini del Trecento (Splitski pučki tekstovi iz 14. stoljeća, 1927.)
- Indagini e studi sull'umanesimo in Dalmazia (Istraživanje i proučavanje humanizma u Dalmaciji, niz monografija objavljenih od 1932.)
- Zara nel Rinascimento (Zadar u renesansi, 1935.)
- Atti e diplomi di Nona (1284-1509) (Ninski propisi i povelje, 1936. – 1937.)
- Storiografia dei paesi balcanici (Historiografija balkanskih zemalja, 1937.)
- Guida di Zara: aspetti, storia, monumenti (Vodič po Zadru: aspekti, povijest, spomenici, 1938.)
- "Storia di Dalmazia" (Povijest Dalmacije, 1941., 1943., 1954., 1981. s dodatkom Marca Dassovicha za razdoblje 1870. – 1947.)
- La chiesa di Roma e la Croazia (Rimska crkva i Hrvatska, 1941. – 1942.)
- Index auctorum latinitatis Medii Aevi antiquioris. Supplementum Dalmaticum (Popis autora starije srednjovjekovne latinštine: Dlmatinski dodatak, 1948.)
- Documenti del 1848-1849 a Zara e in Dalmazia (Dokumenti o 1848. – 1849. u Zadru i Dalmaciji, 1949.)
- L'Evangelario dei Sacramenti di Zara (Evangelijarij sakramenata u Zadru, 1956.)

## Opaske
1. 1 2 3 4  Kristjan Knez, La "Storia di Dalmazia" di Giuseppe Praga, La Voce del Popolo, Rijeka, 29. travnja – 5. svibnja 2004., pristupljeno 26. veljače 2015.
2. ↑  Stefano Trovato, "Giuseppe Praga Bbliotecario", Atti e memorie della Società dalmata di storia patria, XXXV (2013) N. 2, 3a Serie, Roma, str. 123.
3. ↑  Rade Petrović, La Dalmazia nel XX secolo. I risultati della storiografia jugoslava,u: Il fallito modello federale della Jugoslavia, Rubbettino, Soveria Mannelli 2005, str. 349.

## Povezani pojmovi
- Zadar
- Dalmacija

## Vanjske poveznice
- Dizionario bio-bibliografico dei bibliotecari italiani del XX secolo